# Thomas Fitzmaurice
Thomas Fitzmaurice (juillet 1742-28 octobre 1793) est un homme politique britannique qui est député de Calne de 1762 à 1774, puis de Chipping Wycome jusqu'en 1780.

## Famille
Il est le fils cadet de John Petty (1er comte de Shelburne). Son père est le deuxième fils survivant de Thomas FitzMaurice (1er comte de Kerry), et de son épouse Anne Petty, fille de William Petty. Son père change son nom de famille en 1751 en héritant des biens de son oncle, Henry Petty (1er comte de Shelburne), et est lui-même créé vicomte Fitzmaurice en 1751 et comte de Shelburne en 1753. Son frère aîné William Petty FitzMaurice est député avant d'hériter des titres de famille à la mort de son père en 1761. Il devient plus tard Premier ministre du Royaume-Uni en 1782 et est créé marquis de Lansdowne en 1784. Son frère change son nom de famille en Petty, mais Thomas conserve le nom Fitzmaurice.
Il fait ses études au Collège d'Eton. De 1759 à 1761, en tant qu'étudiant, Thomas suit les cours philosophe et économiste Adam Smith qui enseigne à l'Université de Glasgow.

## Carrière

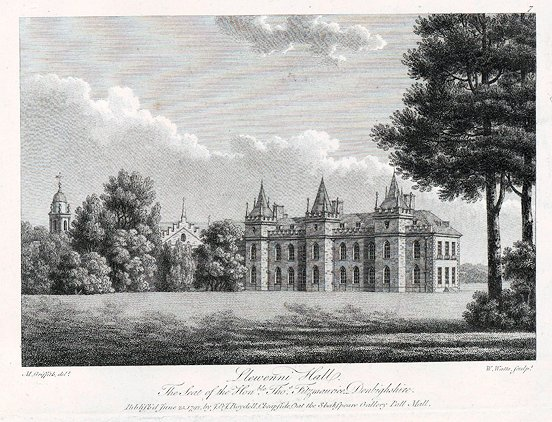
Lleweni Hall, 1792

Il est appelé au barreau de Middle Temple. En 1777, il épouse Mary O'Brien (1755-1831), qui devient suo jure 4e comtesse d'Orkney en 1791. Ils ont un fils, né en 1778, John FitzMaurice (vicomte Kirkwall), qui est décédé avant sa mère. Mais le vicomte Kirkwall est le père du 5e comte d'Orkney, Thomas FitzMaurice.
Thomas et William Fitzmaurice entretiennent des relations étroites, à la fois en tant que frères et au Parlement où Thomas "suit naturellement l'exemple de son frère". William sert brièvement comme député de Chipping Wycome en 1760-61. Après avoir été élevé à la Chambre des Lords, William fait en sorte que Thomas remplace Isaac Barré comme député de Calne en décembre 1762. Thomas représente Calne sans opposition jusqu'en 1774, date à laquelle il part à Chipping Wycome, un autre bourg pourri contrôlé par son frère, échangeant des sièges avec Barré. Cependant, alors que William devient finalement Premier ministre de Grande-Bretagne, Thomas Fitzmaurice quitte le Parlement en 1780, remplacé à Chipping Wycome par Charles Stanhope (3e comte Stanhope).
En 1776, Fitzmaurice achète le domaine de Lleweni Hall (en) dans le Denbighshire à Sir Robert Cotton (5e baronnet) pour 110 000 £ où il établit une grande usine de style palladien, de 400 pieds (121,92 m) de long, pour blanchir le lin de ses domaines irlandais. Il est haut shérif du Denbighshire en 1781-2 et haut shérif du Flintshire en 1783. Il demande une poursuite privée contre William Davies Shipley (en), doyen de St Asaph, pour diffamation séditieuse, pour avoir publié une brochure prônant des réformes politiques en 1783, menant au cas connu comme celui "du doyen de St Asaph".

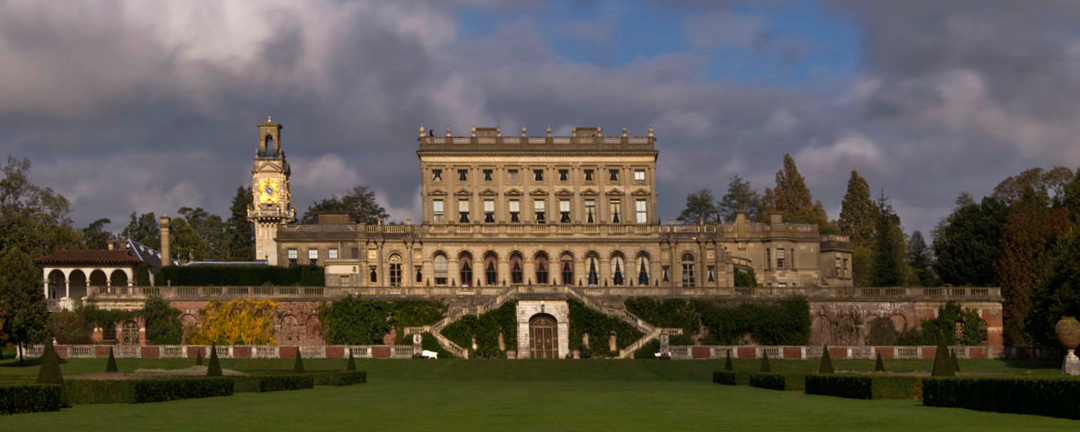
Cliveden House dans le Buckinghamshire

Sa femme devient comtesse des Orcades en 1791, et ils déménagent à Cliveden. Il est décédé dans le Hampshire.